# Gengångare (film, 1967)
Gengångare är en svensk svartvit TV-film från 1967 i regi av Hans Dahlin. Filmen bygger på den norske författaren Henrik Ibsens pjäs med samma namn från 1881.

## Rollista
- John Elfström – snickaren Engstrand
- Per Oscarsson – Osvald Alving
- Marianne Wesén – Regine Engstrand
- Olof Widgren – Manders
- Gunn Wållgren – Helene Alving